# St. Leonhard (Schönebach)

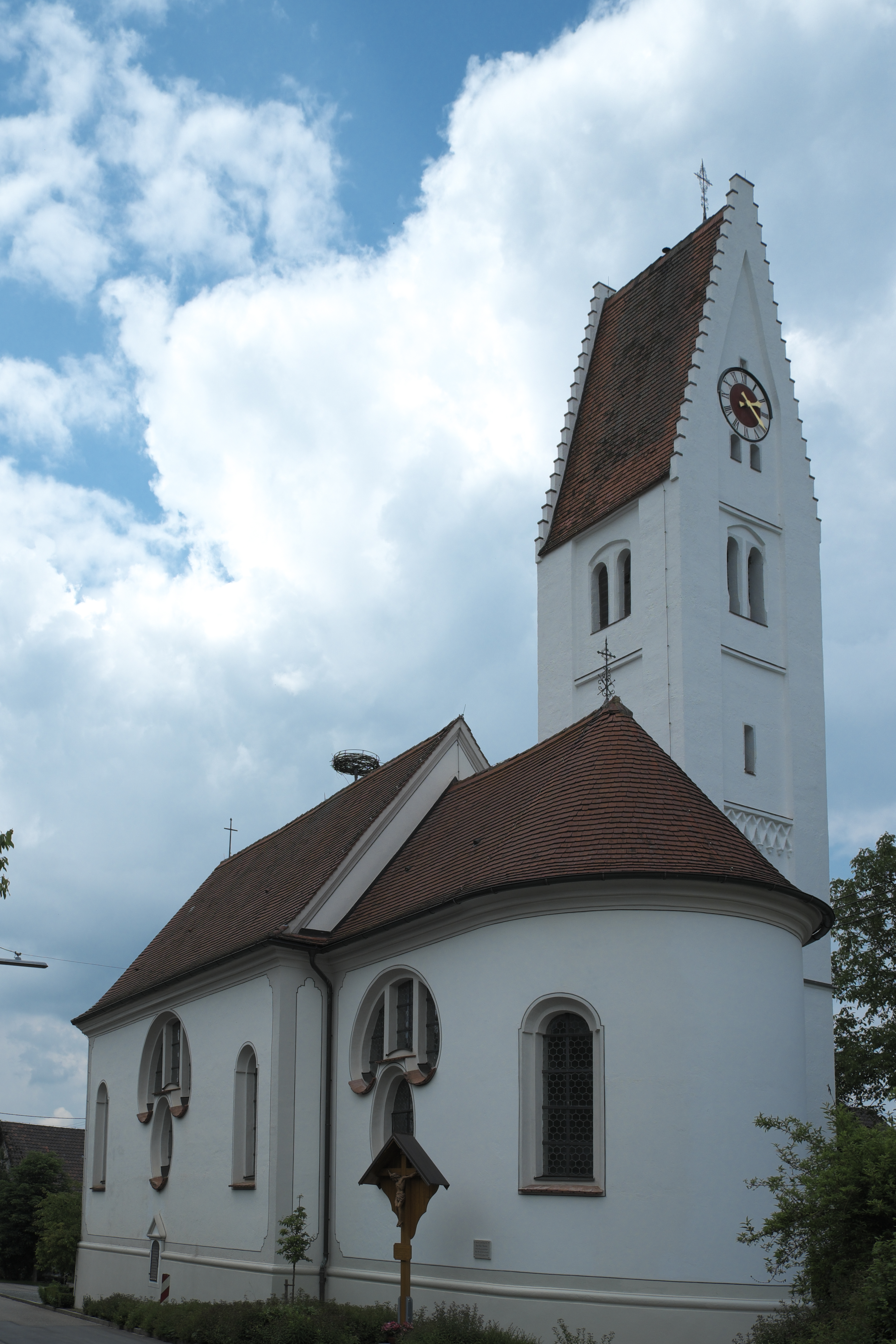
St. Leonhard in Schönebach

Die römisch-katholische Kuratiekirche St. Leonhard steht in Schönebach, einem Gemeindeteil von Ziemetshausen im schwäbischen Landkreis Günzburg von Bayern. Das Bauwerk ist in der Liste der Baudenkmäler in Ziemetshausen als Baudenkmal unter der Nr. D-7-74-198-22 eingetragen. Die Kirche gehört zum Dekanat Günzburg des Bistums Augsburg. 

## Beschreibung
Die 1742/43 gebaute Saalkirche besteht aus einem Langhaus zu drei Jochen, einem eingezogenen, halbrund geschlossenen Chor im Osten und einem Chorflankenturm an der Nordwand des Chors, der vom spätgotischen Vorgängerbau im Kern beibehalten wurde. Er wurde mit einem Geschoss, das den Glockenstuhl beherbergt, aufgestockt und mit einem Satteldach zwischen Staffelgiebeln bedeckt, auf denen die Zifferblätter der Turmuhr angebracht sind. Die Fenster gehen auf den Einfluss von Johann Georg Fischer zurück. Das mittlere Joch ist im Innenraum mit einer Pendentifkuppel überspannt, die beiden anderen mit Stichkappengewölben. Der Innenraum des Chors ist mit einer Pendentifkuppel überspannt. Die Fresken wurden 1899 von Anton Ranzinger eingefügt. Der um 1760 aufgestellte Hochaltar wird von den Statuen des Ulrich von Augsburg und der Afra von Augsburg flankiert. Das Altarretabel hat 1825 Konrad Huber mit dem Abendmahl Jesu bemalt. Ihm wird auch der Kreuzweg zugeschrieben.